# Ocean Vuong
Ocean Vuong (nacido Vương Quốc Vinh, Vương como apellido vietnamita, Vinh como primer nombre vietnamita; 14 de octubre de 1988) es un poeta, ensayista y novelista vietnamita-americano. Recibió la beca Ruth Lilly/Sargent Rosenberg en 2014 de la Poetry Foundation, un Premio Whiting en 2016 y en 2017 el Premio T.S. Eliot por su poesía. Su primera novela, En la tierra somos fugazmente grandiosos, se publicó en 2019. Recibió una beca MacArthur Grant el mismo año.

## Vida personal
Vuong nació en una granja de arroz de Ciudad Ho Chi Minh, Vietnam. Su abuela era una mujer joven que creció en el campo, mientras que su abuelo era un soldado blanco estadounidense de la Marina originario de Míchigan. Sus abuelos se conocieron durante la Guerra de Vietnam, se casaron y tuvieron tres hijos, la madre de Voung uno de ellos. Su abuelo fue a Estados Unidos para visitar su hogar, pero no pudo regresar a Vietnam debido a la Caída de Saigón. Su abuela envió a su madre y a sus tías a un orfanato, preocupada por su supervivencia antes de reencontrarse como adultos. Huyeron de Vietnam después de que un oficial de policía sospechara que su madre era de raza mixta y que a su vez trabajaba ilegalmente según la ley vietnamita.
A la edad de dos años, Vuong y su familia llegaron a un campamento de refugiados en Filipinas antes de conseguir asilo y emigrar a los Estados Unidos, estableciéndose en Hartford, Connecticut, Estados Unidos con seis familiares. Su padre abandonó a la familia después de esto. Vuong reencontró a su abuelo materno más tarde en su vida. Vuong, quien sospecha que hay dislexia en su familia, fue el primero en aprender a leer a los once años.
Vuong dice que fue educado por mujeres. Su madre, una manicura, le dio el nombre de Ocean (Océano). Durante una conversación con un cliente, la madre de Vuong pronunció mal la palabra "playa". El cliente sugirió que utilizara la palabra océano para sustituir "playa". Después de aprender la definición de la palabra océano (el cuerpo de agua más extenso), renombró a su hijo Ocean, como el océano Pacífico, el cual conecta los Estados Unidos y Vietnam.
Vuong es un budista zen practicante.

## Carrera
Vuong cursó estudios universitarios en literatura inglesa del siglo XIX en el College de Brooklyn, dentro del sistema de la Universidad de la Ciudad de Nueva York, donde estudió con el poeta y novelista Ben Lerner. Realizó estudios de posgrado en poesía en la Universidad de Nueva York.
Sus poemas y los ensayos han sido publicados en varias revistas, incluyendo Poetry, The Nation, TriQuarterly, Guernica, The Rumpus, Boston Review, Narrative Magazine, The New Republic, The New Yorker, y The New York Times.
Su primer chapbook, Burnings (publicado en 2011 por la editorial Sibling Rivalry Press), era una selección "Sobre el arcoíris" de principales libros no heterosexuales de la Asociación de Biblioteca americana. Su segundo chapbook, No (editorial YesYes Books), se lanzó en 2013. Su primer antología de larga extensión, Cielo nocturno con heridas de fuego, fue lanzada en 2016 por la editorial Copper Canyon Press. En abril de ese año, la editorial realizó una segunda impresión. Su primera novela, En la tierra somos fugazmente grandiosos, fue publicada por Penguin Group el 4 de junio de 2019. Escribiendo en The New Yorker, Jia Tolentino identificó en la novela las "características estructurales de la poesía de Vuong: su habilidad con la elisión, la yuxtaposición y la secuencia" .
Actualmente, Vuong vive en Northampton, Massachusetts, y es profesor ayudante en el Programa de posgrado para Escritores en la Universidad de Massachusetts en Amherst. Colabora en una organización que apoya a los escritores asiático americanos.